# Klimsport op de Olympische Zomerspelen 2024
Klimsport was een van de sporten op de Olympische Zomerspelen 2024 in Parijs. Het was de tweede keer dat de sport op het olympisch programma staat. In totaal deden er 68 atleten mee aan vier evenementen. Het klimmen vindt plaats in Le Bourget, waar een sportcomplex wordt herontwikkeld met een klimhal en vier (tijdelijke) klimmuren buiten.
Ten opzichte van de vorige editie is het aantal evenementen uitgebreid van twee naar vier. De onderdelen boulderen, lead en speed worden niet langer alle drie in één toernooi afgewerkt. In plaats daarvan is er zowel bij de mannen als de vrouwen een gecombineerd boulder- en leadtoernooi en een apart speedtoernooi. Het deelnemersveld is daarbij ook vergroot van 40 naar 68 atleten in totaal.

## Kwalificatie

### Gecombineerd
Bij zowel de mannen als de vrouwen zijn er twintig plaatsen te vullen voor het gecombineerde boulder- en leadtoernooi. Daarbij geldt dat elk Nationaal Olympisch Comité (NOC) maximaal twee atleten per evenement mag afvaardigen. Gastland Frankrijk is verzekerd van een quotaplaats. Bij de wereldkampioenschappen 2023 in Bern zijn drie plaatsen te behalen. De winnaars van de vijf continentale kwalificatietoernooien plaatsen zich eveneens. De Pan-Amerikaanse Spelen 2023 in Santiago fungeren daarbij als kwalificatietoernooi voor Noord- en Zuid-Amerika. Daarnaast zijn er tien plaatsen te behalen via een kwalificatiereeks die wordt gehouden tussen maart en juni 2024. De olympische tripartitecommissie vergeeft tot slot een quotaplaats aan een kleinere NOC.
| Toernooi                        | Datum                 | Locatie   | Mannen   | Mannen         | Vrouwen  | Vrouwen        |
| Toernooi                        | Datum                 | Locatie   | Plaatsen | Gekwalificeerd | Plaatsen | Gekwalificeerd |
| ------------------------------- | --------------------- | --------- | -------- | -------------- | -------- | -------------- |
| Gastland                        | 13 september 2017     | –         | 1        | Frankrijk      | 1        | Frankrijk      |
| Wereldkampioenschappen          | 1 – 12 augustus 2023  | Bern      | 3        |                | 3        |                |
| Pan-Amerikaanse Spelen          | 21 – 24 oktober 2023  | Santiago  | 1        |                | 1        |                |
| Europees kwalificatietoernooi   | 27 – 29 oktober 2023  | Laval     | 1        |                | 1        |                |
| Aziatisch kwalificatietoernooi  | 3 – 7 november 2023   | Jakarta   | 1        |                | 1        |                |
| Oceanisch kwalificatietoernooi  | 24 – 26 november 2023 | Melbourne | 1        |                | 1        |                |
| Afrikaans kwalificatietoernooi  | 7 – 9 december 2023   | Pretoria  | 1        |                | 1        |                |
| Olympische kwalificatiereeks    | maart – juni 2024     | –         | 10       |                | 10       |                |
| Uitnodiging tripartitecommissie | –                     | –         | 1        |                | 1        |                |
| Totaal                          |                       |           | 20       |                | 20       |                |

### Speed
Bij zowel de mannen als de vrouwen zijn er veertien quotaplaatsen te vullen voor het speedtoernooi. Daarbij geldt dat elk NOC maximaal twee atleten per evenement mag afvaardigen. Gastland Frankrijk is verzekerd van een quotaplaats. Bij de wereldkampioenschappen 2023 in Bern zijn twee plaatsen te behalen. De winnaars van de vijf continentale kwalificatietoernooien plaatsen zich eveneens. De Pan-Amerikaanse Spelen 2023 in Santiago fungeren daarbij als kwalificatietoernooi voor Noord- en Zuid-Amerika. Daarnaast zijn er vijf plaatsen te behalen via een kwalificatiereeks die wordt gehouden tussen maart en juni 2024. De olympische tripartitecommissie vergeeft tot slot een quotaplaats aan een kleinere NOC.
| Toernooi                        | Datum                  | Locatie   | Mannen   | Mannen         | Vrouwen  | Vrouwen        |
| Toernooi                        | Datum                  | Locatie   | Plaatsen | Gekwalificeerd | Plaatsen | Gekwalificeerd |
| ------------------------------- | ---------------------- | --------- | -------- | -------------- | -------- | -------------- |
| Gastland                        | 13 september 2017      | –         | 1        | Frankrijk      | 1        | Frankrijk      |
| Wereldkampioenschappen          | 1 – 12 augustus 2023   | Bern      | 2        |                | 2        |                |
| Europees kwalificatietoernooi   | 15 – 16 september 2023 | Italië    | 1        |                | 1        |                |
| Pan-Amerikaanse Spelen          | 21 – 24 oktober 2023   | Santiago  | 1        |                | 1        |                |
| Aziatisch kwalificatietoernooi  | 9 – 12 november 2023   | Jakarta   | 1        |                | 1        |                |
| Oceanisch kwalificatietoernooi  | 24 – 26 november 2023  | Melbourne | 1        |                | 1        |                |
| Afrikaans kwalificatietoernooi  | 7 – 9 december 2023    | Pretoria  | 1        |                | 1        |                |
| Olympische kwalificatiereeks    | maart – juni 2024      | –         | 5        |                | 5        |                |
| Uitnodiging tripartitecommissie | –                      | –         | 1        |                | 1        |                |
| Totaal                          |                        |           | 14       |                | 14       |                |

## Medailles

### Medaillewinnaars
| Onderdeel    | Goud | Goud                | Zilver | Zilver          | Brons | Brons              |
| ------------ | ---- | ------------------- | ------ | --------------- | ----- | ------------------ |
| gecombineerd | GBR  | Toby Roberts        | JPN    | Sorato Anraku   | AUT   | Jakob Schubert     |
| speed        | INA  | Veddriq Leonardo    | CHN    | Wu Peng         | USA   | Sam Watson         |
|              |      |                     |        |                 |       |                    |
| gecombineerd | SLO  | Janja Garnbret      | USA    | Brooke Raboutou | AUT   | Jessica Pilz       |
| speed        | POL  | Aleksandra Mirosław | CHN    | Deng Lijuan     | POL   | Aleksandra Kałucka |

### Medaillespiegel
| Plaats | Land             | NOC    | Goud | Zilver | Brons | Totaal |
| ------ | ---------------- | ------ | ---- | ------ | ----- | ------ |
| 1      | Polen            | POL    | 1    | 0      | 1     | 2      |
| 2      | Groot-Brittannië | GBR    | 1    | 0      | 0     | 1      |
| 2      | Indonesië        | INA    | 1    | 0      | 0     | 1      |
| 2      | Slovenië         | SLO    | 1    | 0      | 0     | 1      |
| 5      | China            | CHN    | 0    | 2      | 0     | 2      |
| 6      | Verenigde Staten | USA    | 0    | 1      | 1     | 2      |
| 7      | Japan            | JPN    | 0    | 1      | 0     | 1      |
| 8      | Oostenrijk       | AUT    | 0    | 0      | 2     | 2      |
| Totaal | Totaal           | Totaal | 4    | 4      | 4     | 12     |